# آن تومی
آن تومی (به انگلیسی: Anne Twomey) (زاده ۷ ژوئن ۱۹۵۱) بازیگر آمریکایی است.
از فیلم‌های معروف او می‌توان به بازی در فیلم تصویر کامل، اعتراف و پیشاهنگ اشاره کرد.